# Bellou

Bellou este o comună în departamentul Calvados, Franța. În 1 ianuarie 2018 avea o populație de 135 de locuitori.